# Tord Wingren
Tord Wingren, född 31 januari 1961 i Helsingborg, är en svensk innovatör och serieentreprenör med erfarenhet från ledande befattningar inom telekombranschen. När han arbetade på Ericsson Mobile Communications i Lund på 1990-talet var han med och utvecklade Blutetooth-tekniken. Tord Wingren är grundare och medgrundare till flera högteknologiska företag och har flera patent. På senare tid ägnar Wingren sig framförallt åt teknik och uppfinningar med fokus på att förbättra människors hälsa.

## Biografi
Efter avlagd examen på LTH 1985 med ett arbete i tillämpad matematik med industriell tillämpning arbetade Wingren på RIFA (Radio Industrins Fabriks Aktiebolag) 1985-1989. Wingren rekryterades därefter till mobiltelefonutvecklingen på Ericsson i Lund, som utvecklade det första plattformskonceptet för mobiltelefoner. Under åren på Ericsson Mobile Communications 1989-2001 var Wingren även en av uppfinnarna till Bluetooth-tekniken och var den som skrev den första specifikationen som sedan följts av en rad patent. Wingren var ansvarig för Ericsson Mobile Platforms 2001-2003. 
Andra befattningar som Wingren haft inom telekombranschen är Europachef på Samsung 2003-2006 och VP och Site Manager för Huawei 2012-2016 i Lund.
Wingren var 2006-2008 medgrundare till Digital Imaging Systems, DIS, 2008-2012 medgrundare och VD på Nanoradio AB (sålt till Samsung), 2012- grundare av BrainLit AB, 2013 medgrundare i Watersprint AB samt 2013 medgrundare av Modcam AB (sålt 2020 till Cisco).